# Wojewodowie II Rzeczypospolitej

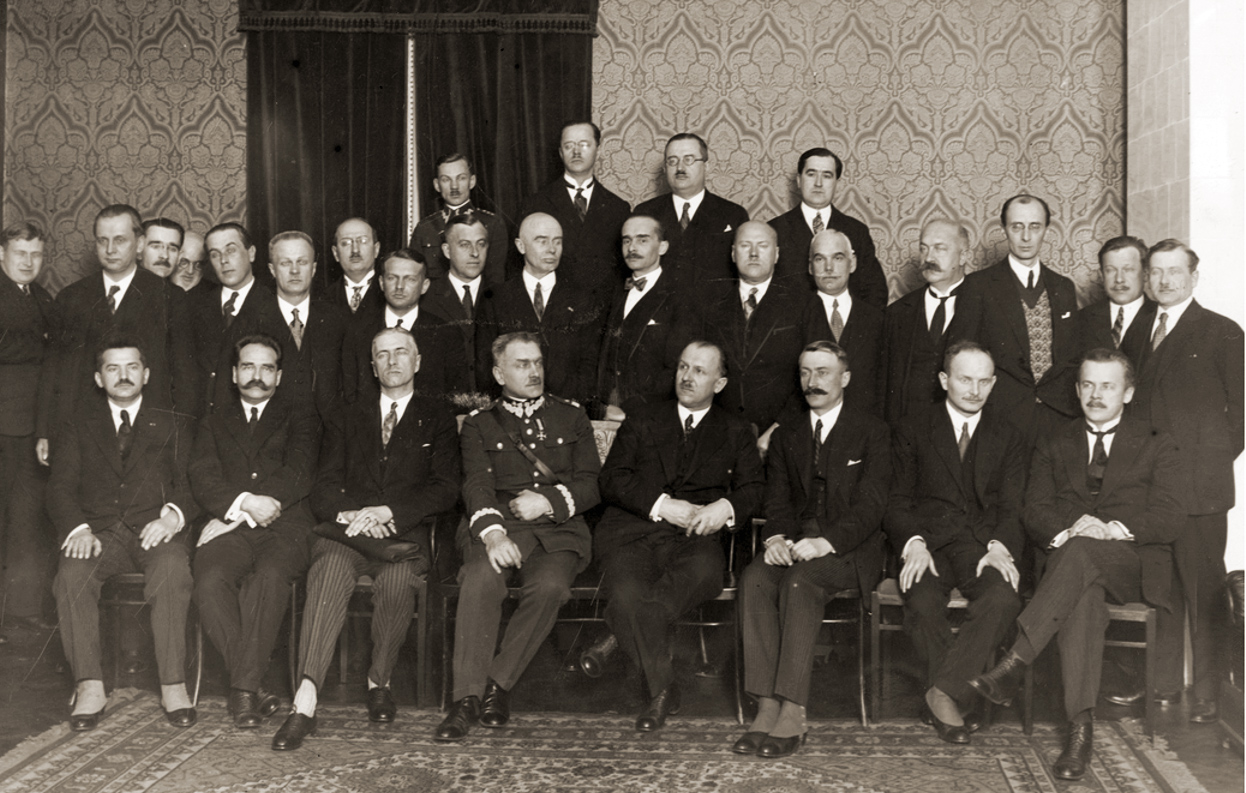
Zjazd wojewodów 1929. Siedzą od lewej: wojewoda białostocki Karol Kirst, wojewoda warszawski Stanisław Twardo, wojewoda wileński Władysław Raczkiewicz, minister spraw wewnętrznych Felicjan Sławoj Składkowski, premier Kazimierz Bartel, wiceminister spraw wewnętrznych Maurycy Jaroszyński, naczelnik Stanisław Szwalbe, wojewoda nowogródzki Zygmunt Beczkowicz. Stoją w pierwszym rzędzie od lewej: Stanisław Zaćwilichowski, wojewoda poznański Piotr Dunin Borkowski, wojewoda kielecki Władysław Korsak, wojewoda lubelski Antoni Remiszewski, wojewoda śląski Michał Grażyński, komisarz Rządu na m.st. Warszawę Władysław Jaroszewicz, wojewoda krakowski Mikołaj Kwaśniewski, wojewoda lwowski Wojciech Agenor Gołuchowski, wojewoda łódzki Władysław Jaszczołt, dyrektor Departamentu Weiszbort, wojewoda poleski Jan Krahelski, wojewoda pomorski Wiktor Lamot, dyrektor Departamentu Strzelecki, dyrektor Departamentu Zygmunt Zabierzowski. Stoją w ostatnim rzędzie od lewej: kapitan Dąbrowski, sekretarz ministra spraw wewnętrznych Ostrowski, wojewoda stanisławowski Bronisław Nakoniecznikow-Klukowski, radca ministra spraw wewnętrznych Stawicki.

Wojewodowie II Rzeczypospolitej (1919–1939)

## Białostockie
- Stefan Bądzyński 1 lutego 1920 – 18 października 1920
- Stefan Popielawski 3 listopada 1920 – 12 lipca 1924
- Marian Rembowski 12 sierpnia 1924 – 24 listopada 1927
- Karol Kirst 24 listopada 1927 – 10 lipca 1930
- Marian Zyndram-Kościałkowski lipiec 1930 – 8 marca 1934
- Stanisław Michałowski 8 marca 1934 – 29 września 1934 (p.o.)
- Stefan Pasławski 29 września 1934 – 14 lipca 1936
- Stefan Kirtiklis 17 lipca 1936 – 9 września 1937
- Henryk Ostaszewski 9 listopada 1937 – 10 września 1939 (do 22 grudnia 1937 p.o.)

## Kieleckie
- Stanisław Franciszek Pękosławski 19 listopada 1919 – 31 maja 1923
- Adam Kroebl 1 lipca 1923 – 31 sierpnia 1923 (p.o.)
- Mieczysław Bilski 1 września 1923 – 6 maja 1924
- Ignacy Manteuffel 24 maja 1924 – 17 sierpnia 1927
- Adam Kroebl 20 sierpnia 1927 – 20 października 1927 (p.o.)
- Władysław Korsak 21 października 1927 – 28 lutego 1930
- Jerzy Paciorkowski 18 lutego 1930 – 15 maja 1934
- Stanisław Jarecki 17 maja 1934 – 9 lipca 1934 (p.o.)
- Władysław Dziadosz 9 lipca 1934 – wrzesień 1939

## Krakowskie
- Kazimierz Gałecki 1 września 1921 – 19 grudnia 1923
- Władysław Kowalikowski 8 marca 1924 – 7 czerwca 1926 (p.o. wojewody od 16 listopada 1923)
- Ludwik Darowski 1 lipca 1926 – 31 grudnia 1928
- Mikołaj Kwaśniewski 1 stycznia 1929 – 25 czerwca 1935
- Władysław Raczkiewicz 10 sierpnia 1935 – 13 października 1935
- Kazimierz Świtalski 3 grudnia 1935 – 20 kwietnia 1936
- Michał Gnoiński 22 kwietnia 1936 – 8 września 1937
- Józef Tymiński 9 września 1937 – 17 września 1939

## Łódzkie
- Antoni Kamieński 19 listopada 1919 – 1 marca 1922
- Paweł Garapich 1 marca 1922 – 14 lutego 1923 (p.o.)
- Marian Rembowski 9 marca 1923 – 12 sierpnia 1924
- Paweł Garapich 12 sierpnia 1924 – 30 grudnia 1924
- Ludwik Darowski 1925 – 22 czerwca 1926
- Jan Ossoliński czerwiec 1926 – lipiec 1926 (p.o.)
- Władysław Jaszczołt lipiec 1926 – 31 stycznia 1933
- Aleksander Hauke-Nowak 31 stycznia 1933 – 13 kwietnia 1938
- Henryk Józewski 13 kwietnia 1938 – 6 września 1939

## Lubelskie
- Stanisław Moskalewski 17 listopada 1919 – 25 października 1926
- Antoni Remiszewski 3 listopada 1926 – 29 września 1930
- Bolesław Świdziński 29 września 1930 – 30 stycznia 1933 (p.o. do 1 kwietnia 1932)
- Józef Rożniecki 31 stycznia 1933 – 8 września 1937
- Jerzy Albin de Tramecourt 8 września 1937 – 17 września 1939

## Lwowskie
- Kazimierz Grabowski 23 kwietnia 1921 (urząd objął 1 września 1921) – 30 czerwca 1924
- Stanisław Zimny 10 marca 1924 – 4 grudnia 1924 (p.o. do 30 czerwca 1924)
- Paweł Garapich 30 grudnia 1924 – 28 lipca 1927
- Piotr Dunin Borkowski 28 lipca 1927 – 30 kwietnia 1928
- Wojciech Agenor Gołuchowski 9 lipca 1928 – 29 sierpnia 1930
- Bronisław Nakoniecznikow-Klukowski 29 sierpnia 1930 – 6 lipca 1931
- Józef Rożniecki 22 lipca 1931 – 30 stycznia 1933
- Władysław Belina-Prażmowski 31 stycznia 1933 – 14 kwietnia 1937
- Alfred Biłyk 16 kwietnia 1937 – 17 września 1939

## Nowogródzkie
- Czesław Krupski czerwiec 1921 – 17 października 1921[1]
- Władysław Raczkiewicz 10 października 1921 – 29 sierpnia 1924
- Marian Żegota-Januszajtis 29 sierpnia 1924 – 24 sierpnia 1926
- Zygmunt Beczkowicz 24 września 1926 – 20 czerwca 1931
- Wacław Kostek-Biernacki 1 lipca 1931 – 8 września 1932
- Stefan Świderski 8 września 1932 – 2 grudnia 1935 (p.o. do 1933)
- Adam Korwin-Sokołowski 17 grudnia 1935 – 17 września 1939

## Poleskie
- Walery Roman 14 marca 1921 – 3 maja 1922
- Stanisław Downarowicz 18 maja 1922 – 2 października 1924
- Kazimierz Młodzianowski 4 października 1924 – 5 maja 1926
- Jan Krahelski 23 grudnia 1926 – 8 września 1932 (p.o. od 14 lipca 1926)
- Wacław Kostek-Biernacki 8 września 1932 – 2 września 1939
- Jerzy Albin de Tramecourt (p.o. za Wacław Kostek-Biernacki)17 lutego 1937 – 7 września 1937

## Pomorskie
- Stefan Łaszewski 15 października 1919 – 21 lipca 1920
- Jan Brejski 27 lipca 1920 – 16 maja 1924
- Stanisław Wachowiak 22 maja 1924 – 12 października 1926
- Kazimierz Młodzianowski 12 października 1926 – 4 lipca 1928
- Mieczysław Seydlitz 16 lipca 1928 – 28 lipca 1928 (p.o.)
- Wiktor Lamot 28 lipca 1928 – 18 listopada 1931 (p.o. do 12 lipca 1929)
- Stefan Kirtiklis 18 listopada 1931 – 16 lipca 1936
- Władysław Raczkiewicz 17 lipca 1936 – 5 września 1939

## Poznańskie
- Witold Celichowski 16 października 1919 – 2 stycznia 1923
- Adolf Rafał Bniński 10 stycznia 1923 – 9 maja 1928
- Piotr Dunin Borkowski 9 maja 1928 – 11 października 1929
- Roger Adam Raczyński 11 października 1929 – 31 lipca 1934
- Stanisław Kaucki 1 sierpnia 1934 – 15 stycznia 1935 (p.o.)
- Artur Maruszewski 16 stycznia 1935 – 23 czerwca 1935
- Mikołaj Kwaśniewski 26 czerwca 1935 – 13 września 1935
- Tadeusz Walicki 19 września 1935 – 29 października 1935 (p.o.)
- Artur Maruszewski 29 października 1935 – 19 maja 1939
- Ludwik Bociański 19 maja 1939 – 12 września 1939

## Śląskie
- Józef Rymer 16 czerwca 1922 – 5 grudnia 1922
- Zygmunt Żurawski 15 grudnia 1922 – 1 lutego 1923 (p.o.)
- Antoni Schultis 1 lutego 1923 – 3 marca 1924
- Tadeusz Koncki 15 października 1923 – 2 maja 1924 (p.o. za Schultisa do 3 marca 1924)
- Mieczysław Bilski 6 maja 1924 – 3 września 1926
- Michał Grażyński 6 września 1926 – 5 września 1939

## Stanisławowskie
- Edmund Jurystowski 21 października 1921 – 18 sierpnia 1925
- Aleksander Des Loges 18 sierpnia 1925 – 25 października 1926
- Władysław Korsak 18 grudnia 1926 – 12 września 1927
- Aleksander Morawski 28 października 1927 – 30 października 1928
- Bronisław Nakoniecznikow-Klukowski 30 października 1928 – 29 sierpnia 1930
- Zygmunt Jagodziński 3 września 1930 – 1 lutego 1936 (p.o. do 2 lutego 1931)
- Mieczysław Starzyński 11 lutego 1936 – 22 czerwca 1936 (p.o.)
- Jan Sawicki 23 czerwca 1936 – lipiec 1936 (p.o)
- Stefan Pasławski 14 lipca 1936 – 20 stycznia 1939
- Stanisław Jarecki 20 stycznia 1939 – 18 września 1939

## Tarnopolskie
- Karol Olpiński 23 kwietnia 1921 (urząd objął 1 września 1921) – 23 stycznia 1923
- Lucjan Zawistowski 24 lutego 1923 – 16 lutego 1927
- Mikołaj Kwaśniewski 16 lutego 1927 – 28 listopada 1928 (p.o. do 28 grudnia 1927)
- Kazimierz Moszyński 28 listopada 1928 – 10 października 1933
- Artur Maruszewski 21 października 1933 – 15 stycznia 1935 (p.o. do 6 marca 1934)
- Kazimierz Gintowt-Dziewiałtowski 19 stycznia 1935 – 15 lipca 1936 (p.o.)
- Alfred Biłyk 15 lipca 1936 – 16 kwietnia 1937
- Tomasz Malicki 16 kwietnia 1937 – 17 września 1939

## Warszawskie
- Władysław Sołtan 19 listopada 1919 – 19 grudnia 1923, 22 marca 1924 – 24 listopada 1927
- Stanisław Twardo 28 listopada 1927 – 3 lipca 1934
- Bronisław Nakoniecznikow-Klukowski 3 lipca 1934 – 5 lutego 1938
- Jerzy Paciorkowski 22 stycznia 1938 – Wrzesień 1939 (p.o. do 5 lutego 1938)

## Miasto Stołeczne Warszawa (Komisariat Rządu)
- Władysław Jaroszewicz 12 października 1926 – 3 stycznia 1930
- Henryk Kawecki 21 stycznia 1930 – 28 sierpnia 1930
- Władysław Jaroszewicz 28 sierpnia 1930 – 5 września 1939

## Wileńskie
6 kwietnia 1922 – 22 grudnia 1925 – jako ziemia wileńska – od 22 grudnia 1925 – województwo wileńskie
Delegaci Rządu
- Władysław Sołtan 4 lutego 1922 – 6 kwietnia 1922
- Walery Roman 6 kwietnia 1922 – 29 sierpnia 1924
- Władysław Raczkiewicz 29 sierpnia 1924 – 14 czerwca 1925
- Olgierd Malinowski 22 grudnia 1925 – 25 maja 1926 (p.o.)

Wojewodowie
- Władysław Raczkiewicz 18 maja 1926 – 20 czerwca 1931
- Stefan Kirtiklis 20 grudnia 1930 – 20 czerwca 1931
- Zygmunt Beczkowicz 20 czerwca 1931 – 27 stycznia 1933
- Marian Styczniakowski 27 stycznia 1933 – 16 lutego 1933 (p.o.)
- Władysław Jaszczołt 16 lutego 1933 – 13 października 1935
- Marian Styczniakowski 14 października 1935 – 4 grudnia 1935 (p.o.)
- Ludwik Bociański 4 grudnia 1935 – 19 maja 1939
- Artur Maruszewski 19 maja 1939 – 18 września 1939

## Wołyńskie
- Jan Krzakowski 14 marca 1921 – 7 lipca 1921
- Tadeusz Łada 7 lipca 1921 – 12 sierpnia 1921 (p.o.)
- Stanisław Downarowicz 13 sierpnia 1921 – 19 września 1921
- Tadeusz Dworakowski 10 października 1921 – 15 marca 1922 (p.o.)
- Mieczysław Mickiewicz 22 lutego 1922 – 1 lutego 1923
- Stanisław Srokowski 1 lutego 1923 – 29 sierpnia 1924
- Bolesław Olszewski 29 sierpnia 1924 – 4 lutego 1925
- Aleksander Dębski 4 lutego 1925 – 28 sierpnia 1926
- Władysław Mech 28 sierpnia 1926 – 9 lipca 1928
- Henryk Józewski 9 lipca 1928 – 29 grudnia 1929
- Józef Śleszyński 13 stycznia 1930 – 5 czerwca 1930 (p.o.)
- Henryk Józewski 5 czerwca 1930 – 13 kwietnia 1938
- Aleksander Hauke-Nowak 13 kwietnia 1938 – wrzesień 1939